# 李鳳奎
李鳳奎（？—1861年5月15日），直隶承德府朝阳县（今辽宁省朝阳市）南腰而营子村人，生于清道光年間，清代反清起义领袖。

## 生平
李凤奎少年家贫，为生计所迫，李凤奎尚未成年便给富户做长工，后又到金厂沟梁当挖金工人。1859年（清咸丰九年），在李凤奎的帮助下，李白玉率200余人进入朝阳县城包围了县衙，并占据福合店、章程局等大商号，为义军筹得白银5000两，粮食500石。
1861年（清咸丰十一年）3月14日，李凤奎、才宝善（又作柴宝善）率领57名得力手下，从腰而营子出发北上，中午到朝阳城南十里处的大兴店午餐，知县富昌闻讯后非常惊慌。李凤奎的起义军一举夺取了朝阳县城。此后，李凤奎队伍扩大到数千人，在凤凰山的南荒甸子大修武备，李凤奎自称皇帝，封才宝善为军师，刘珠为领兵元帅，以县城、凤凰山、荒甸子一带为根据地。3月，起义军又接连攻克凌源、赤峰。李凤奎派数百名义军挥师南下，于3月23日攻克建昌（今凌源县城）。李凤奎起义震惊朝廷，令在承德躲避洋人的咸丰皇帝惴惴不安。1861年5月15日，李凤奎被清军将领克兴阿杀害，并将李凤奎和刘珠的首级送到热河行宫，向咸丰皇帝邀赏。